# IHF Cup 1989-1990 (pallamano maschile)
La IHF Cup 1989-1990 è stata la 9ª edizione del terzo torneo europeo di pallamano maschile per ordine di importanza dopo la Coppa dei Campioni e la Coppa delle Coppe. È stata organizzata dall'International Handball Federation, la federazione internazionale di pallamano. La competizione è iniziata nell'ottobre 1989 e si è conclusa a maggio 1990.
Il torneo è stato vinto dalla compagine sovietica dello SKIF Krasnodar per la 1ª volta nella sua storia.

## Risultati

### Primo turno
| Squadra 1                 | Squadra 2                    | Andata                     | Ritorno                   | Totale  |
| ------------------------- | ---------------------------- | -------------------------- | ------------------------- | ------- |
| GOG Gudme                 | IFK Helsinki                 | Gudme, 8 ottobre 1989      | Gudme, 10 ottobre 1989    | 65 - 43 |
| GOG Gudme                 | IFK Helsinki                 | 32 - 22                    | 33 - 21                   | 65 - 43 |
| CHEV Handball Diekirch    | IK Sävehof                   | Diekirch                   | Partille                  | 39 - 63 |
| CHEV Handball Diekirch    | IK Sävehof                   | 20 - 29                    | 19 - 34                   | 39 - 63 |
| BSV Berna                 | FC Porto                     | Berna, 1º ottobre 1989     | Porto, 7 ottobre 1989     | 54 - 44 |
| BSV Berna                 | FC Porto                     | 26 - 23                    | 28 - 21                   | 54 - 44 |
| THW Kiel                  | Blauw-Wit Neerbeek           | Kiel, 30 settembre 1989    | Beek, 4 ottobre 1989      | 65 - 33 |
| THW Kiel                  | Blauw-Wit Neerbeek           | 33 - 15                    | 32 - 18                   | 65 - 33 |
| Hapoel Ramat Gan          | Pallamano Trieste            | Ramat Gan, 1º ottobre 1989 | Trieste, 7 ottobre 1989   | 41 - 50 |
| Hapoel Ramat Gan          | Pallamano Trieste            | 20 - 20                    | 21 - 30                   | 41 - 50 |
| IF Urædd                  | Knattspyrnufélag Reykjavíkur | Porsgrunn                  | Reykjavík                 | 46 - 44 |
| IF Urædd                  | Knattspyrnufélag Reykjavíkur | 26 - 22                    | 20 - 22                   | 46 - 44 |
| USM Gagny                 | HC Initia Hasselt            | Gagny                      | Hasselt                   | 58 - 42 |
| USM Gagny                 | HC Initia Hasselt            | 29 - 23                    | 29 - 19                   | 58 - 42 |
| Cankaya Belediyesi Ankara | HC Bruck                     | Ankara                     | Bruck an der Mur          | 41 - 45 |
| Cankaya Belediyesi Ankara | HC Bruck                     | 25 - 22                    | 16 - 23                   | 41 - 45 |
| Balkan Loveč              | RK Proleter Zrenjanin        | Loveč                      | Zrenjanin                 | 42 - 54 |
| Balkan Loveč              | RK Proleter Zrenjanin        | 27 - 21                    | 15 - 33                   | 42 - 54 |
| Helvetia Areana           | Philips College              | -                          | -                         | 40 - 20 |
| Helvetia Areana           | Philips College              | 40 - 20                    |                           | 40 - 20 |
| HC Dukla Praga            | Tatabánya Carbonex KC        | Praga                      | Tatabánya, 7 ottobre 1989 | 58 - 47 |
| HC Dukla Praga            | Tatabánya Carbonex KC        | 38 - 25                    | 20 - 22                   | 58 - 47 |

### Ottavi di finale
| Squadra 1             | Squadra 2          | Andata                      | Ritorno                             | Totale  |
| --------------------- | ------------------ | --------------------------- | ----------------------------------- | ------- |
| TuRU Düsseldorf       | SKIF Krasnodar     | Düsseldorf, 5 novembre 1989 | Krasnodar, 12 novembre 1989         | 37 - 40 |
| TuRU Düsseldorf       | SKIF Krasnodar     | 22 - 22                     | 15 - 18                             | 37 - 40 |
| IK Sävehof            | GOG Gudme          | Partille, 5 novembre 1989   | Gudme, 12 novembre 1989             | 41 - 43 |
| IK Sävehof            | GOG Gudme          | 20 - 18                     | 21 - 25                             | 41 - 43 |
| BSV Berna             | CD Cajamadrid      | Berna, 5 novembre 1989      | Alcalá de Henares, 12 novembre 1989 | 40 - 52 |
| BSV Berna             | CD Cajamadrid      | 15 - 24                     | 25 - 28                             | 40 - 52 |
| THW Kiel              | Pallamano Trieste  | Kiel, 5 novembre 1989       | Trieste, 12 novembre 1989           | 61 - 39 |
| THW Kiel              | Pallamano Trieste  | 31 - 18                     | 30 - 21                             | 61 - 39 |
| USM Gagny             | IF Urædd           | Gagny, 5 novembre 1989      | Porsgrunn, 12 novembre 1989         | 47 - 43 |
| USM Gagny             | IF Urædd           | 19 - 17                     | 28 - 26                             | 47 - 43 |
| RK Proleter Zrenjanin | HC Bruck           | Zrenjanin, 5 novembre 1989  | Bruck an der Mur, 12 novembre 1989  | 50 - 42 |
| RK Proleter Zrenjanin | HC Bruck           | 26 - 17                     | 24 - 25                             | 50 - 42 |
| SC Magdeburgo         | Helvetia Areana    | Magdeburgo, 3 novembre 1989 | Magdeburgo, 4 novembre 1989         | 67 - 25 |
| SC Magdeburgo         | Helvetia Areana    | 37 - 12                     | 30 - 13                             | 67 - 25 |
| HC Dukla Praga        | CS Dinamo Bucurest | Praga, 5 novembre 1989      | Bucarest, 12 novembre 1989          | 48 - 45 |
| HC Dukla Praga        | CS Dinamo Bucurest | 27 - 18                     | 21 - 27                             | 48 - 45 |

### Quarti di finale
| Squadra 1      | Squadra 2             | Andata                           | Ritorno                   | Totale  |
| -------------- | --------------------- | -------------------------------- | ------------------------- | ------- |
| GOG Gudme      | SKIF Krasnodar        | Gudme, 18 marzo 1990             | Krasnodar, 25 marzo 1990  | 32 - 48 |
| GOG Gudme      | SKIF Krasnodar        | 19 - 24                          | 13 - 24                   | 32 - 48 |
| CD Cajamadrid  | THW Kiel              | Alcalá de Henares, 18 marzo 1990 | Kiel, 25 marzo 1990       | 49 - 45 |
| CD Cajamadrid  | THW Kiel              | 25 - 20                          | 24 - 25                   | 49 - 45 |
| USM Gagny      | RK Proleter Zrenjanin | Zrenjanin, 18 marzo 1990         | Porsgrunn, 25 marzo 1990  | 49 - 52 |
| USM Gagny      | RK Proleter Zrenjanin | 27 - 27                          | 22 - 25                   | 49 - 52 |
| HC Dukla Praga | SC Magdeburgo         | Praga, 18 marzo 1990             | Magdeburgo, 25 marzo 1990 | 40 - 39 |
| HC Dukla Praga | SC Magdeburgo         | 25 - 20                          | 15 - 19                   | 40 - 39 |

### Semifinali
| Squadra 1      | Squadra 2             | Andata            | Ritorno                   | Totale        |
| -------------- | --------------------- | ----------------- | ------------------------- | ------------- |
| CD Cajamadrid  | SKIF Krasnodar        | Alcalá de Henares | Krasnodar, 28 aprile 1990 | 45 - 51       |
| CD Cajamadrid  | SKIF Krasnodar        | 23 - 21           | 22 - 30                   | 45 - 51       |
| HC Dukla Praga | RK Proleter Zrenjanin | Praga             | Zrenjanin                 | 40 - 40 (gfc) |
| HC Dukla Praga | RK Proleter Zrenjanin | 26 - 20           | 14 - 20                   | 40 - 40 (gfc) |

### Finale
| Squadra 1      | Squadra 2             | Andata    | Ritorno   | Totale  |
| -------------- | --------------------- | --------- | --------- | ------- |
| SKIF Krasnodar | RK Proleter Zrenjanin | Krasnodar | Zrenjanin | 44 - 31 |
| SKIF Krasnodar | RK Proleter Zrenjanin | 29 - 13   | 15 - 18   | 44 - 31 |

## Campioni
| Vincitore della IHF Cup 1989-1990 |
| --------------------------------- |
| SKIF Krasnodar 1º titolo          |